# Il migliore chef Italia

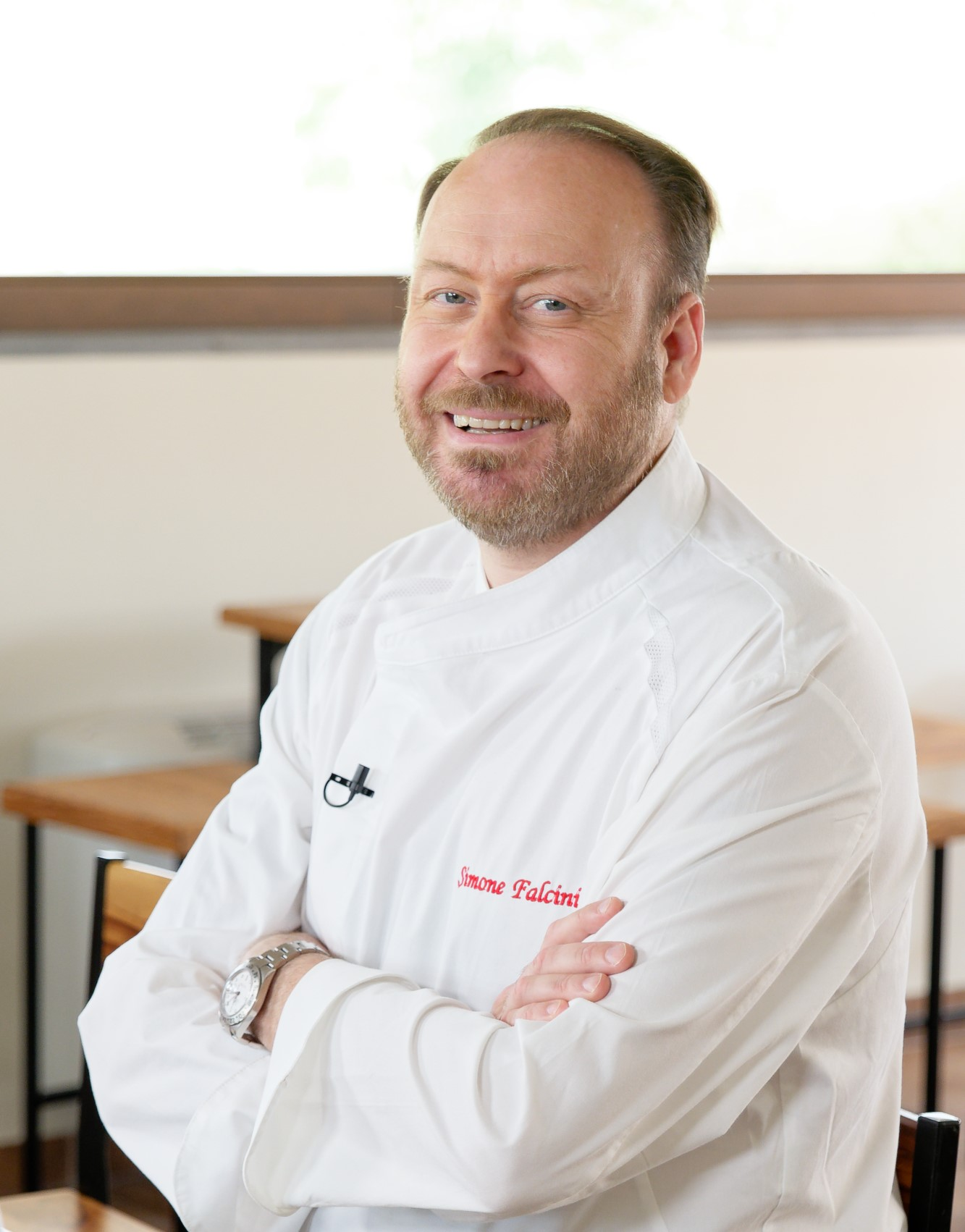
Il conduttore Simone Falcini

Il migliore chef Italia è un programma televisivo condotto dallo chef Simone Falcini, andato in onda dal 14 dicembre 2020 su Sky canale 913, su Canale Italia e in anteprima assoluta sulla nuova piattaforma streaming on demand Julius Plus.   

## Descrizione
Il programma mira a far conoscere i migliori chef d'Italia e i loro segreti culinari. 
Inizialmente, 100 chef provenienti da tutta Italia si sfidano tra di loro nelle batterie delle race competitions, per entrare a far parte dei 30 concorrenti del programma. I giudici sulla base di estetica, tecnica, presentazione, gusto, particolarità del piatto e scelta degli ingredienti scelgono i 30 migliori chef d'Italia. 
Nella seconda fase, i giudici visitano i ristoranti di tre diversi chef, assaggiano i loro piatti e danno una valutazione. 
Una volta visitati e valutati tutti e 30 gli chef in gara vengono nominati i tre chef finalisti che si sfideranno nella battaglia finale dove viene decretato il vincitore che si aggiudica il titolo di "migliore chef d'Italia".

## Edizioni
| Edizione | Inizio           | Fine         | Conduttore     | Giuria               | Giuria           | Giuria           | Rete           | Rete          |
| -------- | ---------------- | ------------ | -------------- | -------------------- | ---------------- | ---------------- | -------------- | ------------- |
| 1ª       | 14 dicembre 2020 | 6 marzo 2021 | Simone Falcini | Cristina Lioci       | Carlo Tofani     | Marianna Ziliati | Sky canale 913 | Canale Italia |
| 2ª       | 13 dicembre 2022 | 6 marzo 2023 | Simone Falcini | Maria Grazia Celella | Leonardo Comucci | Sandro Belucci   | Sky canale 913 | Canale Italia |

### Prima edizione (2020-2021)
La prima stagione del programma Il migliore chef Italia è andata in onda dal 14 dicembre 2020 al 6 marzo 2021 su Sky canale 913 ogni lunedì alle 20:30 di sera e su Canale Italia ogni sabato alle 12:30 del mattino. 
| Concorrenti             | Provincia     |
| ----------------------- | ------------- |
| Katiuscia Barbieri      | Pistoia       |
| Giorgio Rosato          | Cuneo         |
| Francesco Palieri       | Milano        |
| Alessandro d'Alessandro | Grosseto      |
| Bruno Resuli            | Milano        |
| Nelson Rosso            | Arezzo        |
| Gianni Ricci            | Bologna       |
| Salvatore Ameglio       | Reggio Emilia |
| Battista Manzotti       | Bergamo       |
| Antonio Romano          | Avellino      |
| Vincenzo Lunetta        | Ferrara       |
| Fabrizio Capannini      | Ravenna       |
| Adriano Galletti        | Isola d'Elba  |
| Luca Fedele             | Parma         |
| Giacomo Soleti          | Rimini        |
| Simona Gozzi            | Firenze       |
| Duccio Ugolini          | Pistoia       |
| Daniele Rios            | Milano        |
| Trotta Antonio          | Campobasso    |
| Vincenza la Placa       | Firenze       |
| Solayman Mohamed        | Rieti         |
| Nicola Vizzarri         | Termoli       |
| Giorgio Cimadamore      | Macerata      |
| Giuseppe Chiollo        | Parma         |
| Matteo Pupillo          | Foggia        |
| finalisti vincitore     |               |

### Seconda edizione (2022-2023)
La seconda stagione del programma Il migliore chef Italia è andata in onda dal 13 dicembre 2020 al 6 marzo 2021 su Sky canale 913 ogni lunedì alle 20:30 di sera e su Canale Italia ogni sabato alle 9:30 del mattino.
| Concorrenti                 | Provincia       |
| --------------------------- | --------------- |
| Umberto Trotti              | Terni           |
| Stefano Mattara             | Como            |
| Solayman Mohammad           | Firenze         |
| Rasim Hamzi                 | Bari            |
| Raffaele Ingenito           | Napoli          |
| Pierpaolo Soffiantini       | Milano          |
| Osipov Oleksandr            | Monza e Brianza |
| Onofrio Triolo              | Messina         |
| Nicola Ferrari              | Venezia         |
| Natascia Sperandei          | Pesaro Urbino   |
| Mirko Catanzaro             | Trapani         |
| Michelle Cerqueira De Rocha | Roma            |
| Luna Tramentozzi            | Roma            |
| Giulio Castelli             | Bologna         |
| Gabriele D'Angelis          | Latina          |
| Fabio Marchesini            | Roma            |
| Fabio Cipriani              | Macerata        |
| Fabio Ciancolini            | Sassari         |
| Duccio Ugolini              | Pistoia         |
| Emanuele Sibilio            | Napoli          |
| Emanuele Rengo              | Terni           |
| Dorina Burlacu              | Reggio Emilia   |
| Danilo Mancini              | Roma            |
| Alfonso Sorrentino          | Napoli          |
| Barbara Lucchi              | Forlì           |
| Antonio Mondini             | Brescia         |
| Antimo Migliaccio           | Caserta         |
| Angelo Musumeci             | Catania         |
| Andrea Cesarone             | Padova          |
| Luigi Castaldo              | Napoli          |
| finalisti vincitore         |                 |